# Photedes
Photedes é um gênero de traça pertencente à família Arctiidae.